# Буджак (Гагаузия)
Буджак, Буджяк (рум. Bugeac, гаг. Bucak, Буҗак) — село в Комратском районе Молдавии автономного территориального образования Гагаузия.

## История
Посёлок городского типа (пгт) Буджак образовался 31 мая 1978 года из населённого пункта при совхозе-заводе «Буджак» в Комратском районе Молдавской ССР, который засадил 250 га виноградника и 100 га сада.
После упразднения понятия «посёлка городского типа» в независимой Молдавии и вследствие уменьшения численности населения, Буджак был переведён в разряд сёл. На основании закона «О местном Публичном управлении» № 310- XII от 07.12.1994 года исполнительный комитет поселкового совета Буджак был преобразован в примэрию села Буджак.

## География
Расположено в центральной части Буджакской степи на реке Ялпуг в 9 км от города Комрат. В селе находится железнодорожная станция Комрат. Средняя высота над уровнем моря — 43 метра.

## Население
Согласно переписи населения 2004 года в селе проживают 1 525 человек, из них: 942 человека — гагаузы, 305 молдаван, 115 русских, 85 украинцев, 56 болгар и 4 цыгана. По состоянию на 2016 год, в населённом пункте проживает 1681 человек.

## География и климат
Село Буджак расположено на холмистой равнине в нижней части склона долины реки Ялпуг, расчленённой многочисленными оврагами и балками.
Климат
Село Буджак расположено в степи Буджак, рельеф которой характеризуется степями, широкими долинами и небольшими холмами. Село находится в регионе с самым тёплым и засушливым регионом страны. Суточные температуры в селе на 2-3 градуса выше, чем в других регионах республики. Климат также характеризуется большим количеством солнечных дней — около 190 дней в году или 2.354 световых часов в год. Осадки в течение года распределены неравномерно. Проливные дожди приводят к более интенсивной и непрерывной деградации почв. В последние годы наблюдается опустынивание, очень высокая частота стихийных бедствий и повышенная изменчивость климата. Сельское хозяйство часто подвержено опасным метеорологическим явлениям. Наибольшие уроны вызваны сухими ветрами, градом, морозом и засухой, которые происходят каждые три года. Водных ресурсов для защиты сельского хозяйства от засухи недостаточно.
| Показатель                                                                  | Янв. | Фев. | Март | Апр. | Май  | Июнь | Июль | Авг. | Сен. | Окт. | Нояб. | Дек. | Год  |
| --------------------------------------------------------------------------- | ---- | ---- | ---- | ---- | ---- | ---- | ---- | ---- | ---- | ---- | ----- | ---- | ---- |
| Абсолютный максимум, °C                                                     | 1,4  | 4,2  | 9,8  | 16,2 | 22,4 | 26,2 | 28,5 | 28,5 | 22,5 | 15,5 | 9,2   | 3,5  | 15,6 |
| Средняя температура, °C                                                     | −1,9 | 0,2  | 4,9  | 11,0 | 17,2 | 21,3 | 23,7 | 23,4 | 17,7 | 11,1 | 5,9   | 0,4  | 11,2 |
| Абсолютный минимум, °C                                                      | −5,2 | −3,5 | 0,2  | 5,4  | 11,2 | 15,8 | 18,1 | 17,8 | 12,9 | 7,0  | 2,8   | −2,5 | 6,6  |
| Норма осадков, мм                                                           | 38   | 29   | 37   | 48   | 54   | 66   | 50   | 41   | 44   | 39   | 37    | 39   | 522  |
| Средняя влажность, %                                                        | 82   | 76   | 69   | 64   | 59   | 57   | 56   | 53   | 60   | 71   | 79    | 81   | 67,2 |
| Источник: http://ru.climate-data.org/европа/молдова/гагаузия/буджак-199560/ |      |      |      |      |      |      |      |      |      |      |       |      |      |

## Водные ресурсы
Доступ населении села Буджак к качественным ресурсам питьевой воды и воды для ирригации ограничен. Водные ресурсы села представлены поверхностными и подземными водами. Поверхностные источники воды ограничены.
Поверхностные воды
Поверхностные воды села Буджак представлены протекающей в 300 м западнее населённого пункта рекой Ялпуг и Нагульным прудом. Ближайшими крупным водоёмом является Комратское водохранилище, расположенное в 2,5 км южнее села. Поверхностные воды не могут использоваться для обеспечения жителей села питьевой водой по причине несоответствия санитарным нормам. Качество воды в реке Ялпуг и Комратском водохранилище отнесено к V классу качества (очень загрязнённая).
Подземные воды
Подземные воды региона и села Буджак характеризуется превышением максимально допустимой концентрации вредных веществ, установленных санитарными стандартами качества питьевой воды по содержанию концентраций фтора, бора, натрия, сероводорода и железа. Вместе с этим, вода из подземных источников является единственно возможным вариантом централизованной системы водоснабжения села.
Вместе с этим, решение проблемы качества подземных вод в АТО Гагаузия путём очистки не представляется возможным, поскольку влечёт значительные эксплуатационные расходы. В данный момент властями рассматривается единственный вариант решения проблемы качества воды в регионе — подача воды из реки Прут.

## Водоснабжение и водоотведение
По состоянию на 2016 год в населённом пункте состоящем из 627 хозяйств и населением 1681 человек, покрытие централизованной системой водоснабжения составляет 90 % домохозяйств. Покрытие села канализацией составляет 52 %, однако её состояние неудовлетворительное. Очистные сооружения в селе отсутствуют, стоки сбрасываются в ближайшие водоёмы.
В настоящее время власти не рассматривают строительство и эксплуатацию очистных сооружений в селе как эффективное решение проблемы. Разработана концепция строительства и эксплуатации общей с городом Комрат инфраструктуры по очистке сточных вод.

## Экология
В период ядохимизации сельского хозяйства, объявленного Н. С. Хрущёвым в 1970-х годах, в агропредприятия региона было завезено большое количество высокотоксичных препаратов. После повсеместного запрета на их применение, в период до 1987 года 140 тон просроченных ядохимикатов было помещено в необорудованный склад в 50 метрах от окраины села, что приводило к их неконтролируемому выветриванию, проникновению в почву и грунтовые воды. В 2016 году ядохимикаты были утилизированы.